# Mürrenbachfall

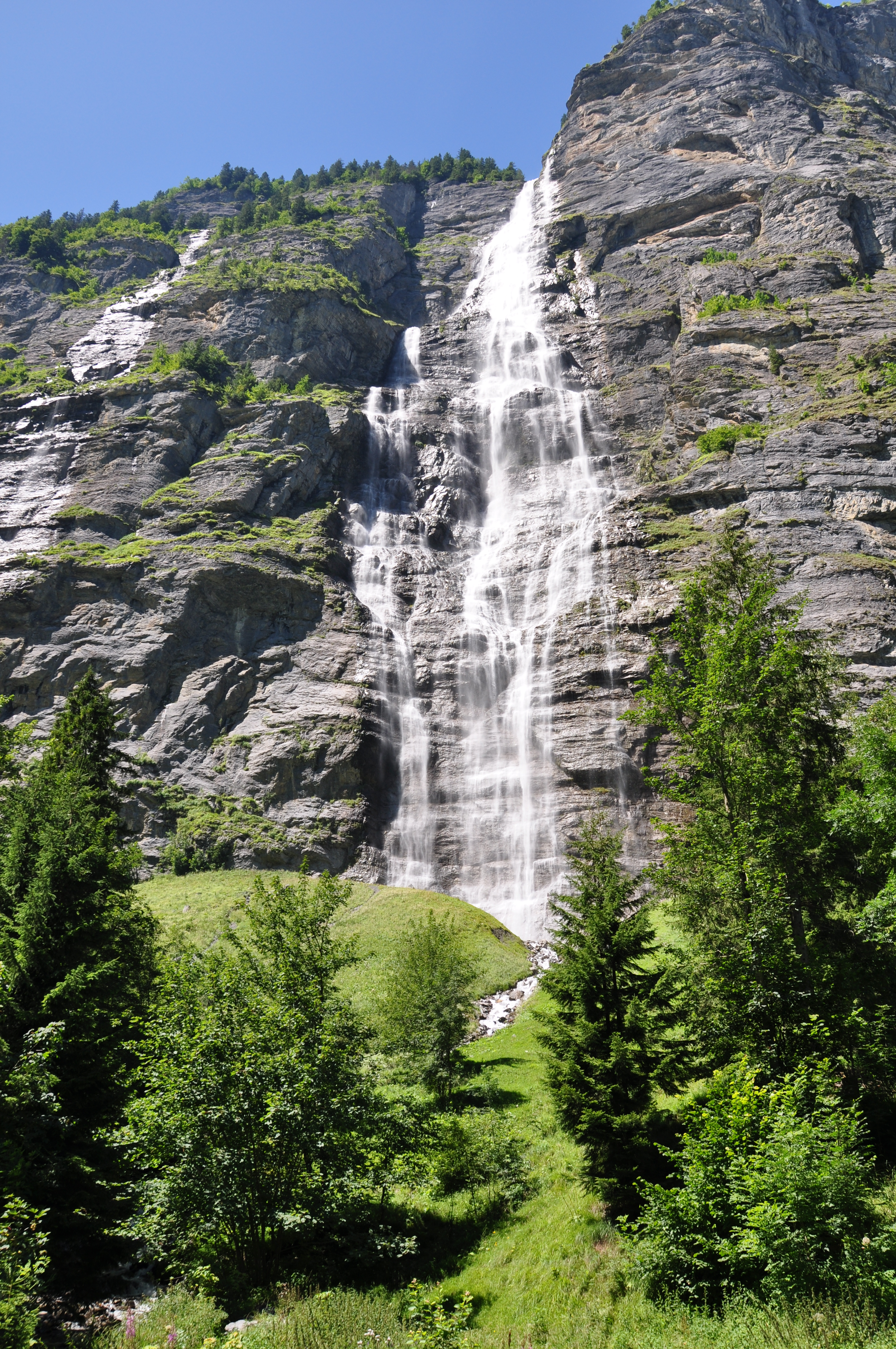
Mürrenbachfall im Hochsommer

Der Mürrenbachfall ist ein Wasserfall im Lauterbrunnental im Berner Oberland, Schweiz. Der Mürrenbach, der oberhalb von Mürren entspringt, das Dorf am südlichen Ortsrand passiert und hier über die hohen Felswände des Trogtals bis fast zum Talboden abstürzt, ist ein linker Zufluss der Weissen Lütschine mit einem Einzugsgebiet von dreieinhalb Quadratkilometern.

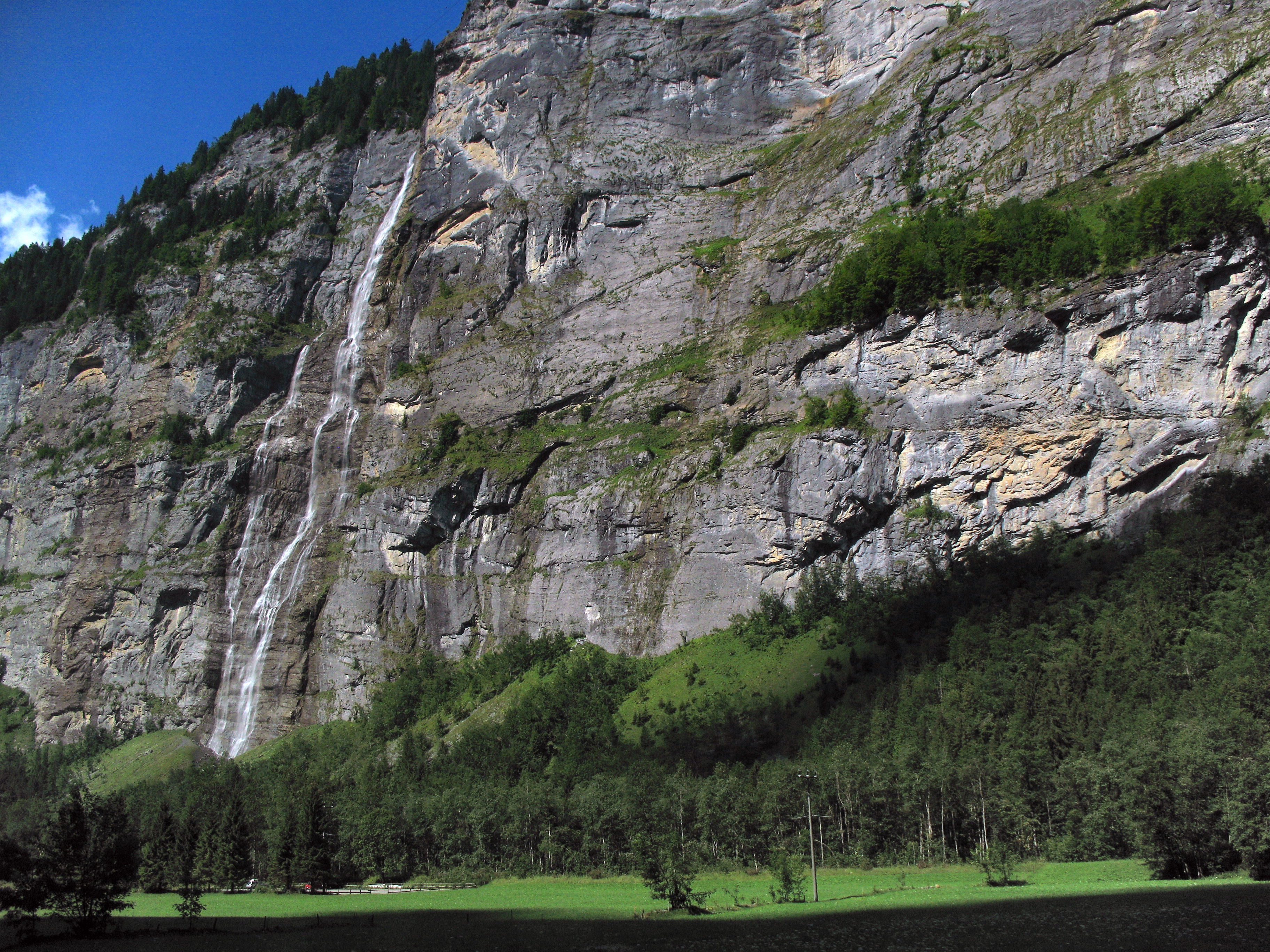
Blick von Norden auf die Mürrenfluh

Laut Untersuchungen aus dem Jahr 2009 gilt der Mürrenbachfall mit einer Fallhöhe von 417 Metern als höchster Wasserfall der Schweiz. Dabei wurde der Mürrenbachfall, der zuvor als Kaskadenfall galt, von Geographen zu einem einzigen Fall umdefiniert, da sie bei genauen Untersuchungen keine für Kaskaden typische horizontalen Ebenen im Fall finden konnten. Diese Zuordnung ist aber nicht vollkommen eindeutig. Zweithöchster Wasserfall der Schweiz ist der Serenbachfall II, der 305 Meter hoch ist.
Der Mürrenbachfall ist kein frei fallender Wasserfall an überhängendem Fels wie zum Beispiel der ebenfalls im Lauterbrunnental gelegene Staubbachfall, der mit 297 Meter als höchster frei fallender Wasserfall der Schweiz gilt. Das Wasser fällt hier entlang des fast senkrechten Fels der Mürrenfluh hinunter.
Nebst dem Hauptfall gibt es noch diverse weitere Wasserfälle am Mürrenbach, so dass oft von den Mürrenbachfällen die Rede ist, die zusammen in mehreren Stufen 750 Meter tief ins Tal stürzen. Die Prallzone des Hauptfalls liegt auf rund 920 m ü. M.
Der Wasserfall befindet sich nahe der Talstation der Luftseilbahn nach Mürren in Stechelberg, wo der Mürrenbach in die Lütschine mündet. Er ist auch gut von der Luftseilbahn zu sehen.